# マービン・ハグラー
マーベラス・マービン・ハグラー（Marvelous Marvin Hagler、1954年5月23日 - 2021年3月13日（死去報道日））は、アメリカ合衆国のプロボクサー。ニュージャージー州ニューアーク生まれ、マサチューセッツ州出身。元WBA・WBC・IBF世界ミドル級統一王者。ニックネームは「マーベラス」（驚異的）。
サウスポーのオールラウンド・ファイター（サウスポースタイルだが元々右利きで右強打が武器だったので右構えにスイッチすることも多かった）で、あらゆるテクニックと強打、試合運びの巧さ、強靭なメンタルを備え、「ミスター・パーフェクト」と呼ばれた。

## 人物
家族は夫人と5人の子供。
スキンヘッドと彫像のように鍛え上げた褐色の身体が特徴。ミドル級としては長身とは言えなかったがパンチ力、強固なガード、タフネス（打たれ強さ）、両利きのフォームから動ける完璧なテクニック、ハングリー精神を兼ね備える。同時代に活躍したシュガー・レイ・レナード、トーマス・ハーンズ、ロベルト・デュランのような派手な言動は好まず、現役時代は酒や煙草はもちろん、菓子やコーヒーすら口にしない修行僧のような生活を送った。
専門誌のパウンド・フォー・パウンドのランキングでは常に上位に名前が挙がり、その実力はミドル級史上でも屈指と評される。レナード、ハーンズ、デュランとともに1980年代の「中量級黄金時代」を築き上げた。

## 経歴

### プロデビュー前
貧しい母子家庭に生まれ、学校は9歳で退学。ヘビー級王者フロイド・パターソンに憧れてボクサーを志す。アマチュアのリングで活躍し、1973年にAAU165ポンドの国内王者となった。

### プロボクサー時代
1973年5月18日、2回KOを収めプロデビュー。
順調に白星を重ねるが、その強さに王者が対戦を忌避し、「無冠の帝王」の称号を与えられる。
1974年11月26日、レイ・シールズに10回引き分けに終わった。
1976年1月13日、ボビー・ワッツに10回判定負けでプロ初黒星を喫した。
1976年3月9日、ウィリー・モンローに判定負け。しかしシールズ、ワッツ、モンローとは後に再戦しKOで雪辱。
1979年11月30日、WBA・WBC世界ミドル級王者ビト・アンツォフェルモと対戦。ハグラー圧倒的有利の下馬評だったが、王者のインファイトに苦しみ引き分けに終わる。
1980年9月27日、WBA・WBC世界ミドル級王者アラン・ミンター（イギリス）に3回1分45秒TKO勝ちを収め王座獲得に成功した。
1981年1月17日、フルヘンシオ・オベルメヒアス（WBAとWBCの世界ランキング1位）と対戦し8回20秒KO勝ちを収め初防衛に成功した。
1981年6月13日、ビト・アンツォフェルモ（リングマガジン世界ランキング1位、元統一世界王者、世界王者初挑戦時の相手）と1年7ヶ月ぶりに対戦し4回終了時棄権によるTKO勝ちを収め2度目の防衛に成功した。
1981年10月3日、ムスタファ・ハムショ（WBC世界ランキング1位）と対戦し11回2分9秒KO勝ちを収め3度目の防衛に成功した。
1982年3月7日、ウィリアム・リーと対戦し初回1分7秒TKO勝ちを収め4度目の防衛に成功した。
1982年10月31日、フルヘンシオ・オベルメヒアス（WBA世界ランキング1位）
と1年9ヶ月ぶりに対戦し5回2分35秒KO勝ちを収め5度目の防衛に成功した。
1983年2月11日、トニー・シブソン（WBC世界ランキング1位）と対戦し6回2分40秒TKO勝ちを収め6度目の防衛に成功した。
1983年5月27日、ウィルフード・サイピオン（WBC世界ランキング1位）とIBF世界ミドル級王座決定戦も兼ねて対戦し4回2分47秒KO勝ちを収めWBA・WBC王座は7度目の防衛、IBF王座獲得に成功した。その後ロベルト・デュラン（WBA世界スーパーウェルター級王者）、ファン・ドミンゴ・ロルダン（WBA世界ランキング1位）、ムスタファ・ハムショ（WBA、WBC、IBF、3団体の世界ランキング1位、3度目の防衛戦の相手と再戦）、トーマス・ハーンズ（WBC・リングマガジン世界スーパーウェルター級王者、リングマガジンではミドル級世界ランキング1位も兼ねる）、ジョン・ムガビ（WBA世界ランキング1位、WBCではスーパーウェルター級世界ランキング1位、当時プロ戦績26戦26勝無敗26連続KO）と最強の挑戦者相手に12連続防衛（11KO）。
1987年4月6日、シュガー・レイ・レナードに12回1-2（115-113、110-118、113-115）の判定負けを喫し13度目の防衛に失敗し王座から陥落した試合を最後に現役を引退した。

### 引退後

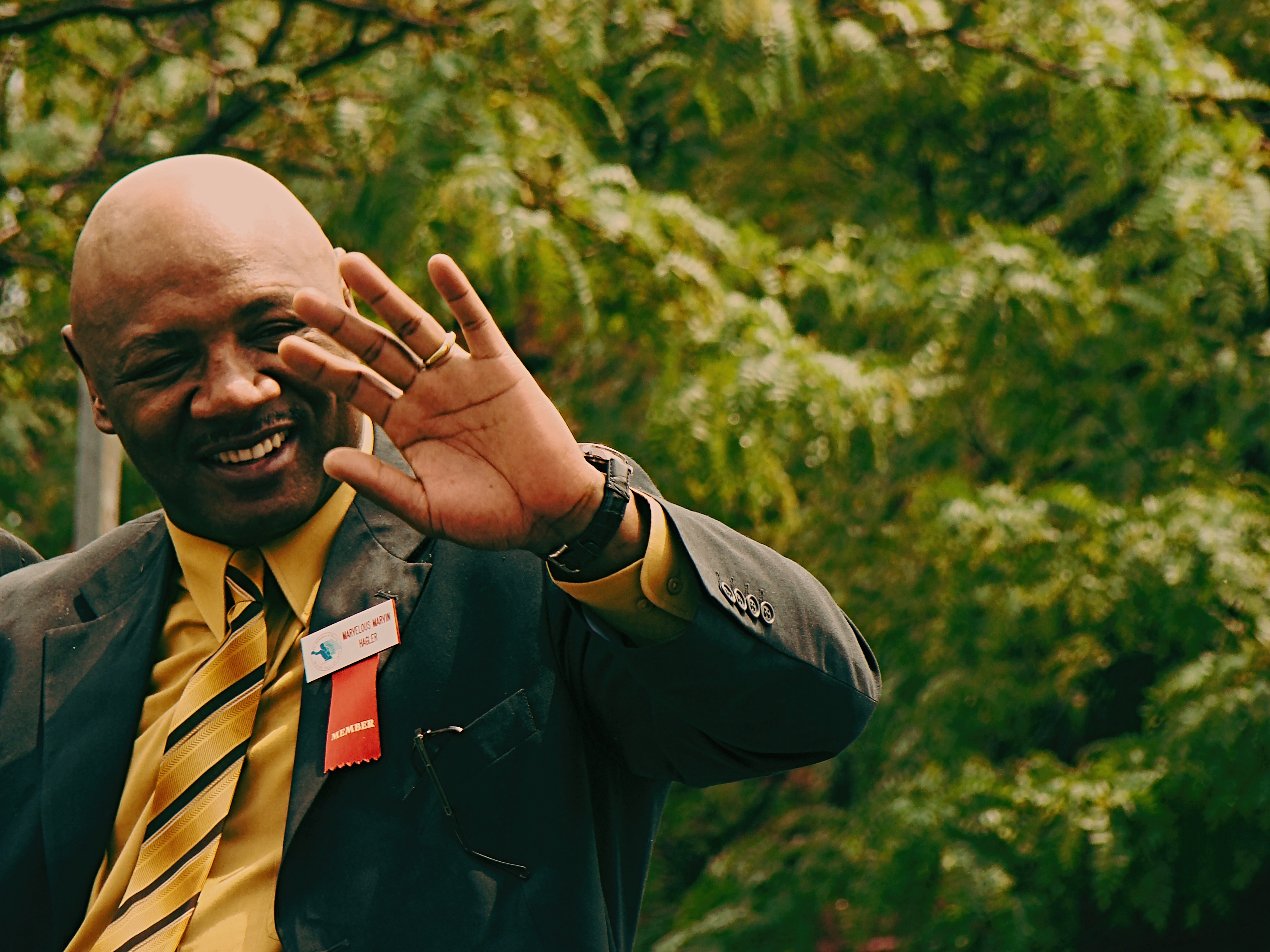
国際ボクシング殿堂のイベントにて（2008年）

1993年、『国際ボクシング名誉の殿堂』および『世界ボクシング殿堂』入り。
ロイター通信が2021年3月13日、ニューハンプシャー州の自宅で死去したことを報道。66歳没。

## 戦績
- プロボクシング：67戦 62勝 (52KO) 3敗 2分

| 戦           | 日付           | 勝敗 | 時間     | 内容    | 対戦相手                       | 国籍                 | 備考                                        |
| ------------ | -------------- | ---- | -------- | ------- | ------------------------------ | -------------------- | ------------------------------------------- |
| 1            | 1973年5月18日  | ☆    | 2R       | KO      | テリー・ライアン               | アメリカ合衆国       | プロデビュー戦                              |
| 2            | 1973年7月25日  | ☆    | 6R       | 判定3-0 | ソニー・ウィリアムズ           | アメリカ合衆国       |                                             |
| 3            | 1973年8月8日   | ☆    | 2R 1:45  | KO      | モハメド・スミス               | アメリカ合衆国       |                                             |
| 4            | 1973年10月6日  | ☆    | 8R       | 判定3-0 | ドーネル・ウィグフォール       | アメリカ合衆国       |                                             |
| 5            | 1973年10月26日 | ☆    | 4R 1:27  | TKO     | コブ・グリーン                 | アメリカ合衆国       |                                             |
| 6            | 1973年11月17日 | ☆    | 2R       | KO      | ココア・キッド                 | アメリカ合衆国       |                                             |
| 7            | 1973年12月6日  | ☆    | 1R 1:33  | TKO     | マニー・フレイタス             | アメリカ合衆国       |                                             |
| 8            | 1973年12月18日 | ☆    | 3R 0:10  | TKO     | ジェームズ・レッドフォード     | アメリカ合衆国       |                                             |
| 9            | 1974年2月5日   | ☆    | 5R 2:00  | KO      | ボブ・ハーリントン             | アメリカ合衆国       |                                             |
| 10           | 1974年4月5日   | ☆    | 8R 2:04  | TKO     | トレーシー・モリソン           | アメリカ合衆国       |                                             |
| 11           | 1974年5月4日   | ☆    | 2R       | TKO     | ジェームズ・レッドフォード     | アメリカ合衆国       |                                             |
| 12           | 1974年5月30日  | ☆    | 5R 1:20  | KO      | カーティス・フィリップズ       | アメリカ合衆国       |                                             |
| 13           | 1974年7月16日  | ☆    | 3R 1:11  | TKO     | ボビー・ウィリアムズ           | アメリカ合衆国       |                                             |
| 14           | 1974年8月13日  | ☆    | 1R 1:00  | KO      | パーシー・デービス             | アメリカ合衆国       |                                             |
| 15           | 1974年8月30日  | ☆    | 10R      | 判定3-0 | シュガー・レイ・シールズ       | アメリカ合衆国       |                                             |
| 16           | 1974年10月29日 | ☆    | 4R 2:20  | TKO     | モーリス・ジョーダン           | アメリカ合衆国       |                                             |
| 17           | 1974年11月16日 | ☆    | 1R 0:30  | KO      | ジョージ・グリーン             | アメリカ合衆国       |                                             |
| 18           | 1974年11月26日 | △    | 10R      | 判定0-1 | シュガー・レイ・シールズ       | アメリカ合衆国       |                                             |
| 19           | 1974年12月20日 | ☆    | 2R 2:58  | TKO     | DC・ウォーカー                 | アメリカ合衆国       |                                             |
| 20           | 1975年2月15日  | ☆    | 6R 2:17  | KO      | ドーネル・ウィグフォール       | アメリカ合衆国       |                                             |
| 21           | 1975年3月31日  | ☆    | 2R 2:22  | KO      | ジョエイ・ブレアー             | アメリカ合衆国       |                                             |
| 22           | 1975年4月14日  | ☆    | 10R      | 判定2-1 | ジミー・オーウェンズ           | アメリカ合衆国       |                                             |
| 23           | 1975年5月24日  | ☆    | 6R 2:45  | 反則    | ジミー・オーウェンズ           | アメリカ合衆国       |                                             |
| 24           | 1975年8月7日   | ☆    | 1R 1:38  | TKO     | ジェシー・ベンダー             | アメリカ合衆国       |                                             |
| 25           | 1975年9月30日  | ☆    | 7R       | TKO     | ラモント・ラブレディ           | アメリカ合衆国       |                                             |
| 26           | 1975年12月20日 | ☆    | 10R      | 判定3-0 | ジョニー・バルドウィン         | アメリカ合衆国       |                                             |
| 27           | 1976年1月13日  | ★    | 10R      | 判定0-2 | ボビー・ワッツ                 | アメリカ合衆国       |                                             |
| 28           | 1976年2月7日   | ☆    | 2R 2:40  | TKO     | マット・ドノバン               | トリニダード・トバゴ |                                             |
| 29           | 1976年3月9日   | ★    | 10R      | 判定0-3 | ウィリー・モンロー             | アメリカ合衆国       |                                             |
| 30           | 1976年6月2日   | ☆    | 5R 2:05  | TKO     | ボブ・スミス                   | アメリカ合衆国       |                                             |
| 31           | 1976年8月3日   | ☆    | 6R 2:38  | TKO     | DC・ウォーカー                 | アメリカ合衆国       |                                             |
| 32           | 1976年9月14日  | ☆    | 8R 終了  | TKO     | ユージン・ハート               | アメリカ合衆国       |                                             |
| 33           | 1976年12月21日 | ☆    | 6R 2:56  | TKO     | ジョージ・デービス             | アメリカ合衆国       |                                             |
| 34           | 1977年2月15日  | ☆    | 12R 1:20 | TKO     | ウィリー・モンロー             | アメリカ合衆国       | 北米ミドル級王座決定戦                      |
| 35           | 1977年3月16日  | ☆    | 3R 2:14  | KO      | レジイ・フォード               | アメリカ合衆国       |                                             |
| 36           | 1977年6月10日  | ☆    | 3R 2:10  | TKO     | ロイ・ジョーンズ               | アメリカ合衆国       |                                             |
| 37           | 1977年8月23日  | ☆    | 2R 1:46  | TKO     | ウィリー・モンロー             | アメリカ合衆国       |                                             |
| 38           | 1977年9月24日  | ☆    | 7R 1:11  | TKO     | レイ・フィリップズ             | アメリカ合衆国       |                                             |
| 39           | 1977年10月15日 | ☆    | 10R      | 判定3-0 | ジム・ヘンリー                 | アメリカ合衆国       |                                             |
| 40           | 1977年11月26日 | ☆    | 12R      | KO      | マイク・コルバート             | アメリカ合衆国       | 米-マサチューセッツ州世界ミドル級王座決定戦 |
| 41           | 1978年3月4日   | ☆    | 8R 終了  | TKO     | ケビン・フィネガン             | イギリス             |                                             |
| 42           | 1978年4月7日   | ☆    | 8R 2:22  | TKO     | ダグ・デミングス               | アメリカ合衆国       |                                             |
| 43           | 1978年5月13日  | ☆    | 7R       | TKO     | ケビン・フィネガン             | イギリス             |                                             |
| 44           | 1978年8月24日  | ☆    | 10R      | 判定3-0 | ベニー・ブリスコ               | アメリカ合衆国       |                                             |
| 45           | 1978年11月11日 | ☆    | 6R 終了  | TKO     | ウィリー・ウォーレン           | アメリカ合衆国       |                                             |
| 46           | 1979年2月3日   | ☆    | 1R 1:26  | TKO     | シュガー・レイ・シールズ       | アメリカ合衆国       |                                             |
| 47           | 1979年3月12日  | ☆    | 3R 1:00  | TKO     | ボブ・パターソン               | アメリカ合衆国       |                                             |
| 48           | 1979年5月25日  | ☆    | 3R 2:38  | TKO     | ジェミー・トーマス             | アメリカ合衆国       |                                             |
| 49           | 1979年6月30日  | ☆    | 8R       | TKO     | ノルベルト・ルフィノ・カブレラ | アルゼンチン         |                                             |
| 50           | 1979年11月30日 | △    | 15R      | 判定1-1 | ビト・アンツォフェルモ         | イタリア             | WBA・WBC世界ミドル級タイトルマッチ          |
| 51           | 1980年2月16日  | ☆    | 2R 1:42  | KO      | ルーシフ・アマニ               | アルジェリア         |                                             |
| 52           | 1980年4月20日  | ☆    | 2R 2:59  | TKO     | ボビー・ワッツ                 | アメリカ合衆国       |                                             |
| 53           | 1980年5月17日  | ☆    | 10R      | 判定3-0 | マルコス・ヘラルド             | メキシコ             |                                             |
| 54           | 1980年9月27日  | ☆    | 3R 1:45  | TKO     | アラン・ミンター               | イギリス             | WBA・WBC世界ミドル級タイトルマッチ          |
| 55           | 1981年1月17日  | ☆    | 8R 0:20  | TKO     | フルヘンシオ・オベルメヒアス   | ベネズエラ           | WBA防衛1・WBC防衛1                          |
| 56           | 1981年6月13日  | ☆    | 4R 終了  | TKO     | ビト・アンツォフェルモ         | イタリア             | WBA防衛2・WBC防衛2                          |
| 57           | 1981年10月3日  | ☆    | 11R 2:09 | TKO     | ムスタファ・ハムショ           | シリア               | WBA防衛3・WBC防衛3                          |
| 58           | 1982年3月7日   | ☆    | 1R 1:07  | TKO     | ウィリアム・リー               | アメリカ合衆国       | WBA防衛4・WBC防衛4                          |
| 59           | 1982年10月30日 | ☆    | 5R 2:35  | TKO     | フルヘンシオ・オベルメヒアス   | ベネズエラ           | WBA防衛5・WBC防衛5                          |
| 60           | 1983年2月11日  | ☆    | 6R 2:40  | KO      | トニー・シブソン               | イギリス             | WBA防衛6・WBC防衛6                          |
| 61           | 1983年5月27日  | ☆    | 4R 2:47  | KO      | ウィルフォード・サイピオン     | アメリカ合衆国       | WBA防衛7・WBC防衛7・IBFタイトル獲得         |
| 62           | 1983年11月10日 | ☆    | 15R      | 判定3-0 | ロベルト・デュラン             | パナマ               | WBA防衛8・WBC防衛8・IBF防衛1                |
| 63           | 1984年3月30日  | ☆    | 10R 0:39 | TKO     | ファン・ロルダン               | アルゼンチン         | WBA防衛9・WBC防衛9・IBF防衛2                |
| 64           | 1984年10月19日 | ☆    | 3R 2:31  | TKO     | ムスタファ・ハムショ           | シリア               | WBA防衛10・WBC防衛10・IBF防衛3              |
| 65           | 1985年4月15日  | ☆    | 3R 1:52  | TKO     | トーマス・ハーンズ             | アメリカ合衆国       | WBA防衛11・WBC防衛11・IBF防衛4              |
| 66           | 1986年3月10日  | ☆    | 11R 1:29 | KO      | ジョン・ムガビ                 | ウガンダ             | WBA防衛12・WBC防衛12・IBF防衛5              |
| 67           | 1987年4月6日   | ★    | 12R      | 判定2-1 | シュガー・レイ・レナード       | アメリカ合衆国       | WBA・WBC・IBF統一王座陥落                   |
| テンプレート |                |      |          |         |                                |                      |                                             |

## エピソード
- マネージャーやトレーナーを頻繁に変えるアメリカのボクサーにしては珍しくデビュー前からペトロネーリ兄弟とのコンビを組み続けた。
- ハーンズとのタイトルマッチは「THE FIGHT」、レナードとのタイトルマッチは「THE SUPER FIGHT」と銘打たれた。
- レナード戦の判定については非常に不満があった模様で「連中が俺からタイトルを取り上げて、それをよりによってレナードにやっちまったってのは、たまらないな」と発言している。
- レナードとの再戦が実現しないまま引退した際「心はイエス（現役続行）だが、頭がノー（引退）と言っている」とのコメントを残した。
- 引退後のインタビューにおいて、レナード戦にまつわるリング外での雑多な交渉、紆余曲折（レナードの高額報酬要求、、大きめのリング、12回戦での対戦を望んだレナードのため、保持していたWBAおよびIBF王座を放棄せざるを得なかったこと、その末の僅差判定負け、再戦についての条件面での不満など）に嫌気がさしたことを語っている。
- テレビのボクシング番組で、アナウンサーがニックネームである「マーベラス（Marvelous）」に言及しないことに不満を抱いたハグラーは、1982年、法的な氏名をMarvelous Marvin Haglerに変更した[2]。